# Preneto
Preneto (em latim: Praenetus; em grego: Πραίνετος; romaniz.: Praínetos), também conhecido como Prineto (em latim: Prinetus; em grego: Πρίνετος; romaniz.: Prinetos), era uma cidade da antiga Bitínia na costa da Propôntida. Fica no lado norte do Monte Argantônio (Samanli), e na entrada sul do golfo de Izmit. Situava-se a 28 milhas romanas a noroeste de Niceia. Estêvão de Bizâncio a chamou de Pronecto (em latim: Pronectus; em grego: Πρόνεκτος; romaniz.: Prónektos) e afirma que foi fundada pelos fenícios. Se isso for verdade, seria um lugar muito antigo, que dificilmente pode ser concebido, pois é mencionado apenas por escritores muito tardios. De acordo com Jorge Cedreno, foi destruída por um terremoto. Era um bispado; não mais a sede de um bispo residencial, continua sendo uma sé titular da Igreja Católica. Seu sítio está localizado perto de Karamürsel, na atual Turquia.